# Menhir
Menhir (bretonski jezik: men = kamen + hir = dugi; velški jezik: maen hir, "dugi kamen"; engleski: standing stone; skandinavski jezici: bautastenar; armenski: Վիշապաքար, Višapakar ili Višap; ) je veliki uspravno postavljeni kamen u obliku pojedinačnog megalita (monolit) ili kao dio nekog megalitskog kompleksa (poput dolmena ili kromleha). Podizani su za vrijeme megalitske kulture (neolit) širom svijeta, različitih su dimenzija, ali im je oblik gotovo uvijek izdužen, nepravilnog kvadratičnog presjeka koji se sužava pri tupom vrhu. Najveći broj menhira podignut je u zapadnoj Europi, a samo u sjeverozapadnoj Francuskoj ih ima preko 1200.
Njihova uloga je nepoznata, premda postoje brojne pretpostavke: od ceremonijalnih oltara za prinos žrtve, teritorijalnih oznaka, do kompliciranih ideoloških sustava poput ranih kalendara.
Poneki menhiri su oblikovani u skulpture, a pored onih u Europi najpoznatiji su moai s Uskršnjeg otoka.

## Vanjske poveznice
- Dolmeni, menhiri i kameni krugovi na jugu Francuske - "Cham des Bondons"
- Prapovijesno inženjerstvo  Arhivirana inačica izvorne stranice od 11. ožujka 2007. (Wayback Machine)
- Menhiri na južnom Uralu, Rusija  Arhivirana inačica izvorne stranice od 6. rujna 2006. (Wayback Machine)
- Popis menhira u Češkoj
- Skela menhiri u Ukrajini  Arhivirana inačica izvorne stranice od 16. ožujka 2015. (Wayback Machine)